# 阿米尔韩沙
阿米尔韩沙·阿兹占（馬來語發音：[amir hamzah]；1967年4月13日— ）是马来西亚企业家，自2023年12月12日起任马来西亚财政部第二部长和马来西亚上议员，2025年6月起兼任经济部代理部长。2021年3月1日起任马来西亚雇员公积金总执行长，直到2023年12月被任命为第二财长为止。他是前马来西亚国家石油公司主席敦阿兹占再诺阿比丁长子。

## 早年生活和教育
阿米尔出生于槟城，童年时和他两个弟弟一起搬至吉隆坡。阿米尔在美国雪城大学考获理学学士学位。他还参与了美国斯坦福大学的斯坦福高管课程和英国伦敦商学院的企业融资课程。

## 事业
他在蚬壳公司开始了他的企业职业生涯。在他10年的职业生涯中，曾担任多种职务，包括砂拉越蚬壳有限公司的金融服务主管兼规划与支持经理、马来西亚蚬壳有限公司的企业财务主管、新加坡蚬壳有限公司的营销信贷会计师、蚬壳东方石油有限公司的内部审计师以及伦敦蚬壳国际有限公司的高级财务顾问。
2000年，阿米尔加入马来西亚国际船务公司担任集团企业规划服务部总经理。2004年，他在马来西亚国际船务公司英国伦敦分部担任区域业务总监（欧洲、美洲、非洲和前苏联），随后于2005年4月1日被任命为马来西亚国际船务公司子公司的总裁兼首席执行官。
随后，他于2010年6月15日至2012年8月31日期间担任马来西亚国油贸易有限公司董事总经理兼首席执行官，之后又成为国油润滑剂国际董事总经理兼首席执行官。2011年3月1日至2013年7月1日期间，他担任国油润滑剂国际下游营销副总裁，并于2013年7月1日成为国油润滑剂国际副总裁。2016年3月，他成为标志岸外有限公司董事总经理，并于2017年12月1日加入国库控股主题景点度假村及酒店有限公司，担任集团首席执行官。
阿米尔于2009年1月1日至2010年6月14日期间晋升为马来西亚国际船务公司的总裁兼首席执行官，并于2016年8月29日担任UEM前线主席。阿米尔还于2019年至2021年期间担任马来西亚国家能源有限公司首席执行官。阿米尔于2021年3月1日至2023年12月12日期间担任马来西亚雇员公积金总执行长一职，接替森那美董事会成员兼马来西亚资源机构有限公司主席东姑阿里扎克里·阿里亚斯。2023年12月12日，他受委为上议员和第二财政部长。
2025年6月27日，受委为经济部代理部长，以接替于17日辞职的拉菲兹南利。

## 荣誉

### 马来西亚
- 马六甲 :
  -  马六甲辉煌勋章（DGSM） - 拿督斯里（2019年）[9]